# Yaakov Bleich
Yaakov Dov Bleich född 19 oktober 1964 Borough Park, Brooklyn, USA, är Kievs överrabbin sedan 1990.

## Aktiviteter
Y. D. Bleich, tillsammans med Sviatoslav Shevchuk och Jepifanij I, höll en bönservice för medlemmarna av OUN på den judiska kyrkogården i Sambir.